# Maures

Mapa del nord d'Àfrica amb la Mauretània a l'esquerra

Els maures (del llatí Mauri, i d'aquest terme deriva moros) és el terme amb què els romans designaren als pobles amazics de la Mauretània. Es troba a la part de l'Àfrica a l'oest de Numídia, una àrea coextensiva amb l'actual Marroc.

## Origen del nom
Mauri  (Μαῦροι) és registrat per Estrabó a principis del segle i, com el seu nom natiu, que també va ser adoptat en llatí, mentre que cita el nom grec del mateixa poble com a Maurusii (Μαυρούσιοι).
El nom mauri com a confederació tribal o designador ètnic genèric sembla correspondre més o menys a la gent coneguda com a númides en l'etnografia antiga; ambdós termes presumiblement fan referència a les antigues poblacions amazigues (l'epígraf tifinagh més antic data aproximadament del segle iii aC). Al 44 dC l'Imperi Romà va incorporar la regió a la província de Mauritània, després dividida en Mauritània Cesariense i Mauritània Tingitana. L'àrea al voltant de Cartago ja formava part de la  província d'Àfrica. la dominació romana va ser prou eficaç perquè aquestes províncies s'integressin a l'imperi.

## Sota l'Imperi Romà
Les incursions dels maures al sud de la península Ibèrica s'esmenten ja en el regnat de Neró a les  èglogues de Calpurni Sícul: "Prats de Gerió, un premi ric com per temptar la ferotge avarícia del moro, on el gran Betis, de manera que diuen les llegendes, rodant cap avall en el seu camí occidental per trobar la riba." El Baetis és l'actual Guadalquivir, de manera que aquest poema implica incursions maures a la Bètica al segle i.
En 152 la Legió VI Ferrata i altres unitats de suport s'hi van haver de desplaçar per sufocar una revolta a Mauritània, i els maures de les muntanyes més enllà de la frontera de l'imperi romà van travessar l'estret de Gibraltar per atacar la província romana de la Bètica, avui el sud d'Espanya, el 168. Els maures atacaren novament la Bètica entre el 170 i el 180 durant el regnat de Còmmode. Aleshores van assetjar la ciutat de Singilia Barba, que fou alliberada del setge per l'arribada de tropes romanes de la Mauritània Tingitana, liderades per C. Vali Maximià.
A començaments de l'era cristiana el sobrenom Mauritius identificava algú originari d'Àfrica (el Magrib), que correspon aproximadament a les poblacions amazigues. Dos prominents clergues "maures" eren Tertulià i Sant Agustí. En canvi el sant cristià del segle iii Maurici, originari del nom cristià de Maurici, era originari d'Egipte.
Quan Aurelià van marxar contra Zenòbia en 272, el seu exèrcit incloïa cavalleria maure. La Notitia Dignitatum menciona unitats de cavalleria romanes anomenats Equites Mauri, o cavalleria mora. Molts maures es va allistar en l'exèrcit romà i eren ben coneguts com a membres del  comitatus, l'exèrcit mòbil de l'emperador, abans del regnat de Dioclecià. Jones cita el registre d'un interrogatori consular de Numídia en 320, en el qual un gramàtic llatí anomenat Victor va declarar que el seu pare era un decurió de Constantina (actual Sirte), i el seu avi serví en el comitatus, 'per la nostra família és d'origen moro'.
En l'època de Dioclecià la cavalleria mora ja no formava part de l'exèrcit de campanya mòbil, sinó que estava estacionada al llarg de les fronteres persa i del Danubi. Hi va haver un regiment d'Equites Mauri a "cadascuna de les sis províncies de la Mesopotàmia a l'Aràbia". Els Mauri formaven part d'un grup gran anomenat Equites Illyricani, indicant un servei previ a Il·líria.
Mentre que molts Mauri eren part de l'imperi romà, altres van resistir la dominació romana. El coemperador de Dioclecià Maximià va fer campanya contra els mauri durant dos anys a la fi del 290. Aquesta pot ser la raó per la qual les legions frontereres del nord d'Àfrica es van reforçar en el temps de Dioclecià amb set noves legions a través de Tingitània, Tripolitània, Àfrica, Numídia  i la Mauretània.
En la dècada del 370 els mauri va assolar les ciutats romanes del nord d'Àfrica. Flavi Teodosi el Vell va fer campanya contra ells en 372. Una tribu maure anomenada austoriani va participar en aquests atacs. Segons Jones, qui esmena Ammià Marcel·lí, els atacs a Tripolitània van ser causats per la "negligència i la corrupció de Romà, el comes Africae ... en l'any 372 Firm, un cap moro, amb qui Romà havia renyit, va aixecar una revolta, guanyant diversos regiments romans al seu costat". Teodosi va derrotar la rebel·lió, però va ser executat poc després a Cartago.
El cap moro Gildo, germà de Firm, es va unir als romans i els va ajudar a derrotar la revolta de Firm. Com a recompensa, se li va donar el càrrec de magister Utriusque militiae per Africam, o mestre de soldats d'infanteria i cavalleria per a Àfrica. En 397 va trencar la seva lleialtat a l'Imperi d'Occident, llavors sota el control de l'emperador nen Honori i el seu mestre de soldats Estilicó. Gildo va retenir les naus de blat de moro de Roma i va declarar lleialtat a l'enemic d'Estilicó Eutropi a Constantinoble. Eutropi va enviar l'estímul, però no tropes o diners. El senat romà va declarar Gildo enemic públic (hostis publicus).
Gildo tenia un altre germà anomenat Mascezel. En algun moment Gildo va executar els fills de Mascezel. A causa d'això, Mascezel va ajudar els romans a derrotar la rebel·lió del seu germà. Amb l'ajuda de Mascezel, una força romana de 5000 homes va derrotar Gildo i va restaurar el control sobre el nord d'Àfrica a l'Imperi Occidental. Estilicó es va encarregar que Mascezel fos eliminat. Per reemplaçar Gildo, Estilicó va posar al seu cunyat Batanari encarregat dels assumptes militars a l'Àfrica en 401.
A la fi dels segles iv i v un gran nombre de tropes de l'exèrcit mòbil de campanya imperial (el comitatus) van ser estacionades permanentment a l'Àfrica per mantenir l'ordre contra els maures. A.H.M. Jones estima que d'un total dels 113.000 homes al comitatus 23.000 estaven estacionats a l'Àfrica. Aquestes tropes eren a més dels limitanei, els exèrcits fronterers permanents; però els limitanei eren insuficients contra els maures i així porcions de l'exèrcit de campanya van ser col·locades al seu costat. Aquestes tropes eren, segons Jones, disponibles per al seu propòsit original, que era respondre a les invasions bàrbares ràpidament i sempre que fos necessari.
En 411-412, el dux Libyarum (comandant de les tropes romanes a Líbia) es deia Anisi. És registrat com a comandant d'una guerra contra els maures austuriani. Sinesi de Cirene el va elogiar pel seu valor i la gestió eficaç de la guerra.
L'any 412 els limitanei (guàrdia de fronteres estacionada de forma permanent) de Cirenaica necessitaven ajuda per resistir els atacs dels austuriani. L'Imperi d'Orient (en aquest moment sota regents per al jove emperador Teodosi II) va enviar una esquadrilla dels bàrbars Unigardi. Sinesi de Cirene va lloar aquests federats bàrbares i en va demanar més.

## Vàndals i romans d'Orient
Després de caiguda de Roma, el regne germànic dels vàndals va dominar gran part de la zona. Ni vàndals ni romans d'Orient podrien estendre llur govern efectiu; l'interior es va mantenir sota control maure (amazic). L'exèrcit vàndal no era un exèrcit permanent, i durant els posteriors reis vàndals (d'Huneric a Gelimer), la seva força es va deteriorar. No es va establir cap exèrcit fronterer per protegir-se contra les incursions maures, de manera que els maures envaïren les zones frontereres del regne. Com a resultat, quan Belisari va reconquistar Àfrica per l'Imperi Romà d'Orient el 533-534, va tenir poques dificultats per establir domini sobre el Regne Vàndal, però els seus successors van tenir grans dificultats per controlar els maures.
El rei vàndal Huneric (477-484) exilià 4.966 bisbes i sacerdots catòlics a través de la frontera sud del Regne Vàndal en territori maure. Huneric era un cristià arià i volia només clergues arians en el Regne Vàndal. Exiliant al clergat catòlic a terres maures volia establir el domini arià en el Regne Vàndal del Nord d'Àfrica.
Hilderic (523-530) no va ser capaç de controlar els atacs maures. En 530 va ser deposat i substituït per Gelimer. L'emperador romà d'Orient, Justinià, utilitza això com a excusa per a la invasió, ja que tenia relacions convencionals amb Hilderic. El general de Justinià Belisari va establir el control ràpidament sobre l'antiga província romana d'Àfrica. Els maures no es va resistir a Belisari, però van esperar el resultat de la batalla i van donar la seva lleialtat als romans d'Orient quan la seva victòria va ser un fet.Els vàndals havien arrabassat una gran part del territori romà als maures, inclòs l'oest de la Caesarea. Així que Belisari deixà Àfrica en 534, els maures iniciaren novament les seves incursions. El general Salomó es va enfrontar en una sèrie de campanyes contra ells, posant fi als atacs, fins a una rebel·lió de tropes romanes d'Orient en 536. Després del motí de tropes els maures van ser capaços d'atacar de nou amb impunitat en territori romà d'Orient. Salomó va ser retirat i reemplaçat amb  Germà, qui va apaivagar la rebel·lió de les tropes; a continuació, Salomó va ser cridat a lluitar novament contra el maures en 539. A causa de la guerra amb els maures i la rebel·lió de les tropes, els romans d'Orient tenien dificultats per a la recaptació d'impostos de la província recentment conquistada. Justinià estava preocupat amb les guerres contra els ostrogots i els perses i va ser incapaç d'aplicar molts recursos per controlar els maures, obrint la porta a noves rebel·lions maures en els 540 i més tard.
Salomó va aconseguir establir el control romà d'Orient sobre els maures en territori romà d'Orient. No obstant això, el seu nebot Sergi va convidar als caps d'una tribu local maure anomenada levathi a parlamentar, i els va massacrar en 544. Això va conduir a un aixecament maure en què va morir Salomó. Justinià va cedir el control de la província d'Àfrica romana d'Orient a Sergi, però Sergi era incompetent, pel que Justinià va enviar al general Areobind. El duc romà d'Orient de Numídia, Gontharis, amb el desig de convertir-se en rei d'Àfrica, va donar suport als maures en secret. Les tropes romanes d'Orient no rebien les soldades a temps i amb freqüència eren poc fiables. Gontharis va ocupar Cartago i va matar Areobind, però al seu torn va ser assassinar per un armeni lleial a Constantinoble, Artabanes. Artabanes van aconseguir recuperar el control de les tropes. El seu successor, Joan, va derrotar la revolta maure en 546-547. Després d'aquesta derrota no hi havia més rebel·lions maures fins 563, i aquesta va ser suprimit ràpidament.
A.H.M. Jones afirma que les greus dificultats experimentades pels romans d'Orient a establir el control sobre els maures després de la conquesta del Regne Vàndal van ser en gran part a causa de la manca de subministrament de prou diners i recursos a les tropes estacionades a Àfrica, i això al seu torn causa a les nombroses guerres que arreu estava lliurant Justinià. Els maures havien pres grans àrees de terra dels vàndals durant el regnat de l'ineficaç Hilderic, i els romans d'Orient mai van recuperar aquests territoris. Dins de la zona de control romà d'Orient gairebé cada ciutat era fortificada, fins i tot lluny de les zones frontereres. Moltes ciutats semblen haver reduït grandària com a poblacions concentrades dins de les àrees fortificades reduïdes. En algunes ciutats es va fortificar el fòrum. Tot això suggereix una reducció de la prosperitat i de la població i una major amenaça de guerra, molt probablement amb els maures. Jones argumenta que a causa de la manca de compromís de recursos suficients per apaivagar a fons la regió, mai va contribuir amb més impostos del govern de Justinià que el que costaven en els recursos per mantenir el control. No obstant això, alguns maures van ser reclutats en els exèrcits romans d'Orient per al servei a l'estranger, i almenys es van reclutar dos regiments africans i s'assignaren a Egipte.
Una gran revolta maure contra el domini romà d'Orient va tenir lloc el 569, durant el regnat de Justí II, en què va morir el prefecte del pretori. A l'any següent, el magister militum va morir. En una altra el 571 el magister militum va ser assassinat. Durant el regnat de l'emperador Maurici, 582-602 hi hagué dues altres petites revoltes maures. L'Imperi Romà d'Orient romandria en el control del nord d'Àfrica fins a finals del segle vii, quan la conquesta musulmana del Magrib va acabar el domini romà d'Orient a l'Àfrica.
Després de la conquesta musulmana del Magrib, sembla que la resistència maure va continuar durant uns 50 anys. La crònica of 754 encara menciona els Mauri però en l'Alta Edat Mitjana l'endònim sembla haver desaparegut, mentre que les fonts cristianes apliquen el terme moros a les poblacions islàmiques del Magrib i d'Andalusia en general.
L'estat modern de Mauritània rep el seu nom com a colònia francesa en 1903; porta el nom de l'antiga Mauritània, malgrat estar situada considerablement més al sud de l'antiga província.